# 1959 في الكويت
تحتوي هذه المقالة على أهم الأحداث التي شهدتها الكويت في 1959، إضافة إلى أهم الشخصيات الكويت التي وُلدت أو تُوفيت في هذه السنة.

## مواليد
- 7 أبريل – جمال يعقوب – لاعب ومدرب كرة قدم كويتي سابق.[1] لعب في نادي كاظمة، وشغل منصب مُدرب ومساعد مدرب نادي كاظمة.[2] تُوفي في 13 أبريل 2021 عن عمر يُناهز 62 عامًا.[3][4]
- خالد العدوة
- سامي الحشاش
- سعدون حماد العتيبي
- شايع الشايع
- 1 ديسمبر – شعيب المويزري – سياسي كويتي، وزير سابق، ونائب في مجلس الأمة الكويتي، وحاصل على دبلوم علوم الشرطة في عام 1982 كما حصل أيضًا على ماجستير في علوم الشرطة، وعمل في وزارة الداخلية حتي وصل إلى رتبة عقيد وتقاعد وتفرغ للعمل السياسي.
- طلال العيار
- عادل الخليفة
- عبد المحسن السهيل
- عنبر سعيد
- فؤاد محمود الربيعة
- فهد الخنة
- فهد يوسف سعود الصباح
- مبارك الوعلان
- محمد الحمود النجدي
- محمد سليمان العمر
- ناصر كرماني
- وليد الجاسم
- يوسف الزلزلة